# Oľga Horváthová
Oľga Horváthová (* 21. listopadu 1937) byla československá politička ze Slovenska maďarské národnosti a bezpartijní poslankyně Sněmovny národů Federálního shromáždění za normalizace.

## Biografie
K roku 1971 se profesně uvádí jako dělnice. Ve volbách roku 1971 zasedla do slovenské části Sněmovny národů (volební obvod č. 85 – Galanta, Západoslovenský kraj). Ve FS setrvala do konce funkčního období, tedy do voleb roku 1976.